# Regimiento de Infantería Mecanizada «Castilla» n.º 16
El Regimiento de Infantería Mecanizada «Castilla» n.º 16 en la actualidad es una unidad polivalente del Ejército de Tierra de España que tradicionalmente estuvo integrada en la infantería. A partir  del año 2015, con la introducción de las brigadas orgánicas polivalentes, fue Regimiento Acorazado «Castilla» n.º 16. Se llamaba «Infantería Mecanizada» desde 1966, cuando llegaron los primeros carros de combate a su cuartel de Sancha Brava, ya que hasta aquel momento la designación de la unidad era Regimiento de Infantería Castilla n.º 16. Años más tarde, en 1975, se hicieron patentes las carencias del cuartel y, sobre todo, del campo de maniobras y de tiro, donde hubo de restringirse la dirección y distancia de los proyectiles. Por ello se empezó a considerar el traslado de la unidad a un acuartelamiento más amplio donde además se pudiesen alojar otras unidades, de tal forma que pasase a ser una base con varios regimientos y otras unidades logísticas y de apoyo. Todo ello se llevó a cabo con la construcción de la Base General Menacho, cerca del pueblo de Bótoa y a unos 20 km de Badajoz, donde está acuartelado desde el año 1999.
Durante los años de permanencia en el acuartelamiento de la Cañada de Sancha Brava se vivieron en el regimiento momentos históricos, unos difíciles y otros gratificantes. Entre los primeros está la difícil situación ante el golpe de Estado que se produjo el 23 de febrero de 1981. Días antes gran parte de los carros de combate del regimiento se encontraban de maniobras en Cerro Muriano, Córdoba, y recibieron la orden de volver a su acuartelamiento pacense antes de que estas terminasen. Una vez en el cuartel de Sancha Brava, todos los efectivos entraron en estado de alerta y los carros de combate y otros vehículos fueron repostados y municionados. El regimiento permaneció fiel a la Constitución y continuó su actividad con total normalidad.
Los primeros carros de combate que tuvo el regimiento fueron los estadounidenses M47 Patton, M41 Walker Bulldog y los TOA (Transporte Oruga Acorazado) en sus versiones M577 para funciones de mando y M113 para transporte de tropas y otras funciones. En 1983 llegó el AMX-30E (versión española del AMX-30 francés), posteriormente el M60 Patton, a mediados de los 90 el Leopard 2A4 alemán y finalmente el Leopardo 2E español. En cuanto a sus actividades, el regimiento ha participado en diversas misiones de tipo humanitario y de mantenimiento de la paz en El Salvador, en seis periodos en Bosnia-Herzegovina, uno en Yugoslavia, dos en Kosovo, uno en Irak, uno en Indonesia y tres en Líbano.

## Escudo y condecoraciones
El escudo del Regimiento Acorazado Castilla n.º 16 está formado por un castillo de oro, almenado, donjonado de tres torres y ornado de sable en campo de gules y pendiente de la punta inferior la Cruz de San Fernando con piezas armeras; el castillo recuerda la región de su denominación. Tiene el sobrenombre de «El Héroe», mote alcanzado por el heroísmo mostrado frente a los franceses en el segundo sitio de Zaragoza, especialmente en la toma a la bayoneta del monte Torrero y en la defensa del Convento de Jesús el 21 de diciembre de 1808. Según cita el capitán de infantería Antonio Gil Álvaro en 1893, «este mote es debido a la actuación del regimiento durante el segundo sitio de Zaragoza». La Junta Suprema, situada entonces en Cádiz, decretó que estas fuerzas fueran denominadas como «Beneméritas de la Patria» por su «grado heroico y eminente».
De la parte inferior del escudo penden siete condecoraciones correspondientes a acciones de heroicidad destacada. De izquierda a derecha son las siguientes:

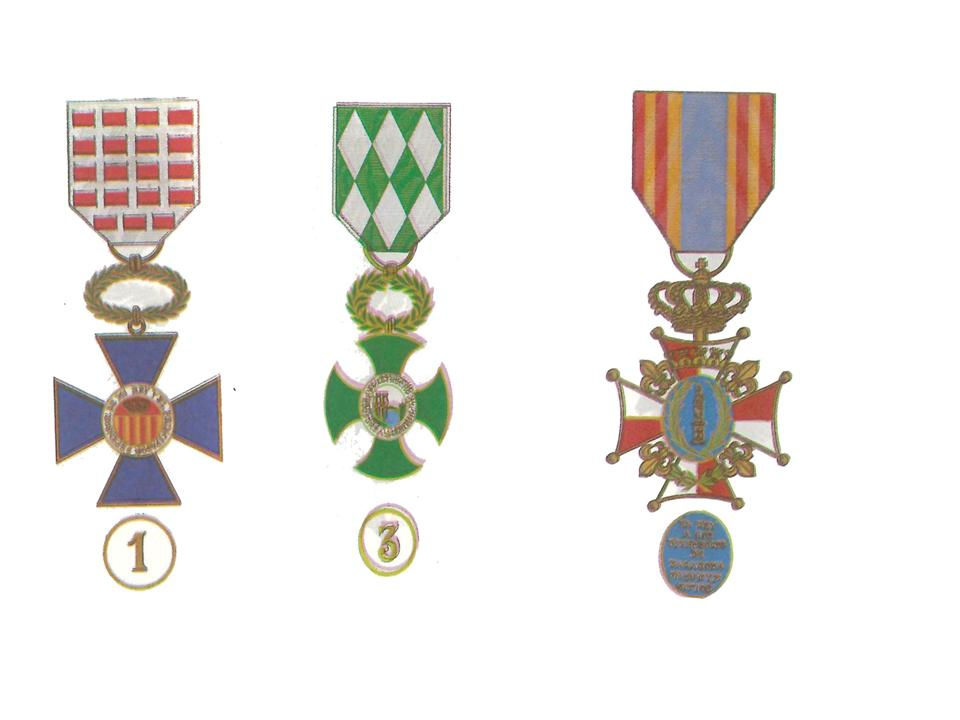
Cruz del Primer Ejército o de Cataluña, Cruz del Tercer Ejército, Cruz de Zaragoza en su primer y segundo sitios.

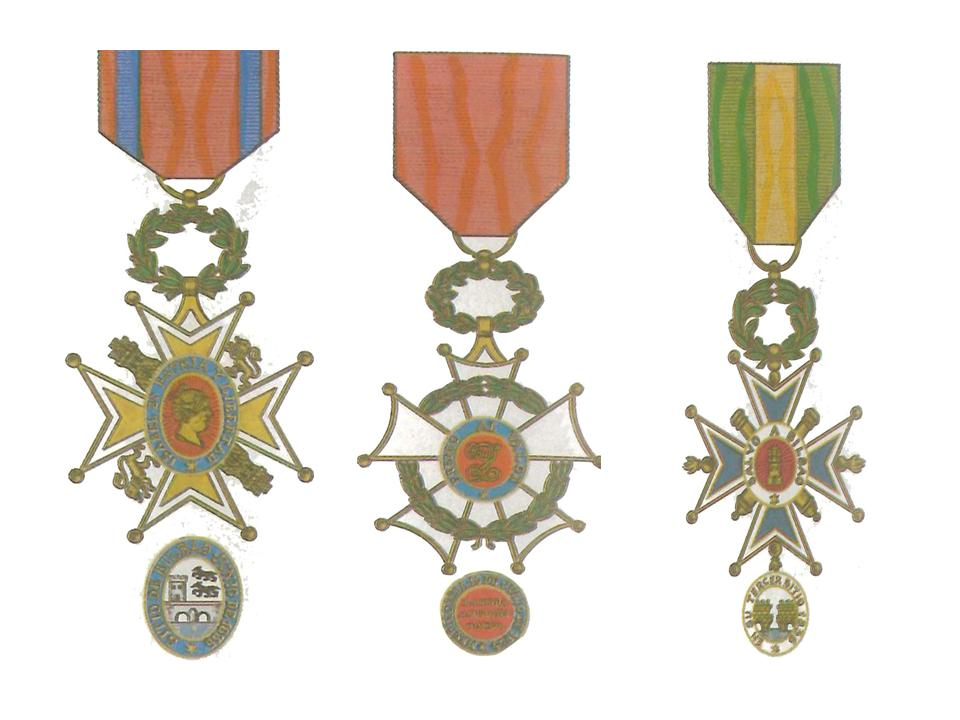
Cruz del primer sitio de Bilbao, Cruz de Mendigorría, Cruz del Tercer sitio de Bilbao (Salvadores).

- Cruz del Primer Ejército o de Cataluña. Consta de cuatro brazos triangulares esmaltados en azul turquí. En el centro tiene un escudo circular con corona real en campo rojo y debajo los palos de Cataluña sobre oro. En el exergo se lee «Defensor de mi Rey y del Principado». En el reverso aparece el número «1». La cinta es blanca billeteada de rojo. Todo ello de acuerdo con la Real Orden de 31 de marzo de 1815.[8][9]

La montaña, con una leyenda alrededor que dice «Vencedor del Estrecho al Pirineo». En el reverso está el número «3», referido al ordinal del ejército, sobre campo verde. Lleva una corona de grana que la une a una cinta formada por rombos blancos y verdes. La Real Orden de concesión es, como la anterior, de 31 de marzo de 1815.
- Cruz de Zaragoza en su primer y segundo sitios. Fue creada en la misma fecha que la anterior para las tropas que mantuvieron los dos asedios, con la finalidad de que llevasen solamente una cruz de distinción. Es similar a las otras dos pero ya con notables diferencias que resultan de intentar sumarlas en una sola pieza. Los brazos son rojos y blancos por mitades; el óvalo central, en el que aparece la Virgen del Pilar, es azul y hay lises en los entrebrazos, una corona mural sobre el brazo superior y una de laurel sobre el inferior. Lleva corona real y cuelga de una cinta con una lista central azul y dos filetes amarillos y dos rojos a cada lado. Al dorso y sobre azul dice: «El Rey a los defensores de Zaragoza en su 1.º y 2.º Sitios». La Real Orden que la otorga tiene fechas diferentes según los autores especializados: de 25 de marzo de 1817 según Calvó Pascual, y de 13 de mayo de 1817 según Gravalos-Calvo Pérez.[12][13]

- Cruz del primer sitio de Bilbao. Esta condecoración fue concedida al regimiento por la reina gobernadora Isabel II el 6 de julio de 1835 para premiar a los defensores de esta villa en su «primer sitio». Es de oro para los jefes y oficiales y de plata para la tropa. Está compuesta de cuatro brazos iguales esmaltados en blanco, con su centro de oro y los extremos terminados en globos del mismo metal. En el centro, que es de forma ovalada, se ve el busto de la reina Isabel II sobre fondo encarnado y en su cerco, de esmalte azul, la leyenda «Isabel II, Patria y Libertad». Entre los brazos están interpolados dos leones y dos castillos de oro y por encima del brazo vertical superior tiene una corona de laurel que se enlaza a una cinta encarnada que tiene dos listas azules. En el reverso tiene las armas de Bilbao y alrededor, sobre azul, la leyenda: «Sitio de Bilbao, junio de 1835».[14][15]

- Cruz de Mendigorría. Se concedió esta cruz al regimiento por Real Orden de 23 de septiembre de 1835 dictada por la reina gobernadora Isabel II de España. Está compuesta de cinco aspas esmaltadas en blanco, enlazadas por una orla de laurel. Sobre este conjunto hay otra corona, también de laurel, unida a una cinta roja. En el centro tiene la leyenda «Y2» sobre rojo y alrededor, sobre azul el lema «Premio al valor». En el reverso, en otro círculo, está la leyenda «La Reina a sus defensores» en líneas horizontales y en una corona azul que la rodea pone «Mendigorría 16 de julio de 1835».[16][15]

- Cruz del Tercer Sitio de Bilbao. Es similar a la anterior pero los colores de los brazos y de la cinta de la cruz están alternados y la forma de aquellos es algo distinta. En los «entrebrazos» hay dos cañones mientras que tres bombas cruzan por los entrantes. En el centro «Salvó a Bilbao» y un castillo de oro sobre fondo rojo. En el reverso figura la leyenda: «En su Tercer Sitio» y en el centro se ve un puente roto sobre la ría. La corona de laurel que la une a la cinta no lleva ninguna pieza en su interior. El decreto por el que se concedió esta condecoración es el mismo que el anterior.[17]

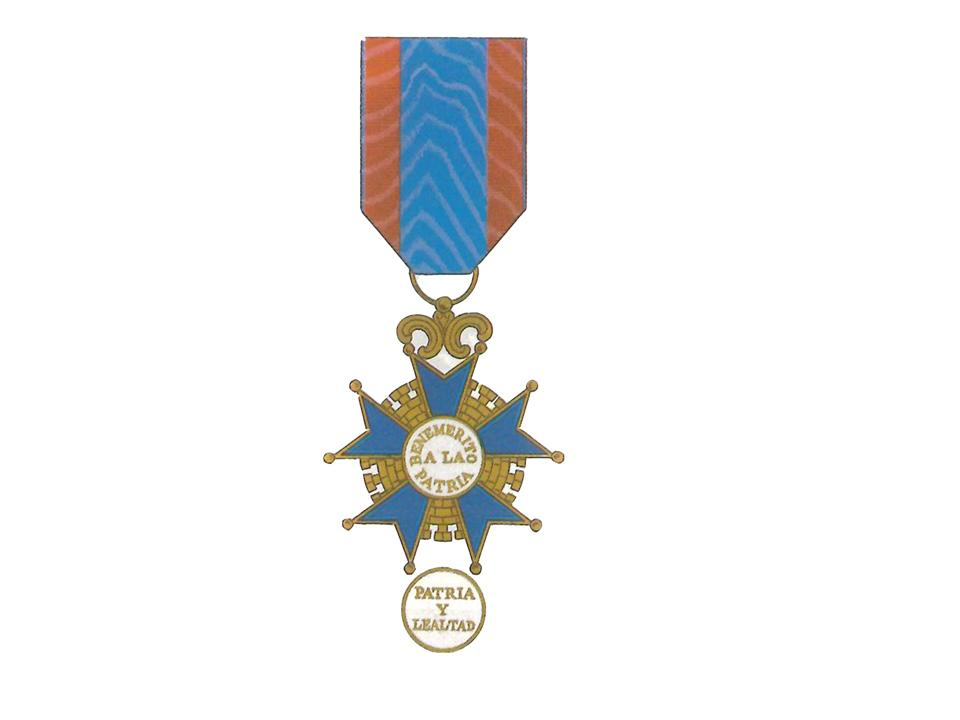
Cruz de Benemérito por la Patria

- Cruz de Benemérito por la Patria. Esta condecoración no alcanzó nunca respaldo o reconocimiento oficial. No obstante, se incluye en virtud de que existen numerosos ejemplares de ella tanto en museos como en colecciones particulares y al velo de misterio que la ha cubierto. La pequeña historia de esta dudosa condecoración es la siguiente: En 1809 las Cortes de Cádiz declararon a algunos regimientos como «Beneméritos de la Patria», entre ellos al «Regimiento de Infantería de Borbón». Se continuó dispensando este honor durante el resto del reinado de Fernando VII, del de Isabel II, Gobierno Provisional de 1868-1871, Amadeo I, Primera República y Alfonso XII para caer luego en desuso, quizá por haberse prodigado en demasía. La condecoración es como las dos anteriores: Cinco brazos esmaltados en azul sobre un círculo que se asemeja a una muralla, con otro más pequeño y central en el que va una inscripción. La cinta es azul con dos listas rojas. Normalmente puede leerse «Benemérito a la Patria» o «… de la Patria» por el anverso y en el reverso, aunque hay algunos ejemplares en los que aparece la efigie de Isabel II u otros con la cinta «Patria y Lealtad», en otros no llevan ningún esmalte y están estampados en metal de muy pobre calidad. La prueba de que esta condecoración fue sólo una fantasía de quienes la usaron, hay que buscarla en el Boletín Oficial de la Capitanía General de Cuba, año IX, número 51, en el que se publica una resolución fechada el 13 de septiembre de 1870 en la que se dice: «Manuel González González, voluntario del Batallón de La Habana solicitó que se le autorizase a usar la Cruz de Benemérito de la Patria fundándose en que en dicha ciudad la usan los Jefes y Oficiales del Ejército. El capitán general ha resuelto desestimar dicha instancia en atención a que no existe (oficialmente) dicha Cruz y está prohibido su uso por diferentes reales disposiciones, la más reciente de 26 de agosto de 1867, por lo que dispondrá V. E. que desde luego cese tal abuso…». Se desconoce cuándo comenzó la práctica de usarla pero por la similitud del modelo con los anteriores se sitúa en este lugar.[18][19][20]

## Historia

### Antecedentes
El origen de la unidad se remonta al año 1793, cuando el XIII duque del Infantado, Pedro de Alcántara Álvarez de Toledo y Salm-Salm, que sería su primer coronel, cursó el 3 de abril de 1793 la petición de creación del regimiento al rey Carlos IV, el cual contestó afirmativamente el 15 de abril de ese mismo año. Su primera denominación fue la de «Regimiento de Voluntarios de Castilla», según notificación del Ministro de la Guerra de fecha 25 de abril de 1793, en la que le transmite el deseo del rey de que se le imponga el citado nombre. En el momento de su fundación, el regimiento constaba de tres batallones con cuatro compañías de fusileros por batallón. Años más adelante, cuando en 1883 estaba el Castilla n.º 16 de guarnición en Leganés, llegó la Real Orden de 10 de diciembre de 1883 por la que se destinó al regimiento a Badajoz. El Castilla n.º 16 partió el 16 del mismo mes y empleó seis días para la organización del traslado por ferrocarril. Cuando llegó a Badajoz, ocupó el acuartelamiento de San Francisco el Grande, que estaba vacío por haber sido disuelto el Regimiento Covadonga n.º 41 que era quien lo ocupaba.
A partir del 17 de diciembre de 1883, el Regimiento de Infantería Castilla n.º 16 estará ya ligado durante más de cien años a la ciudad de Badajoz, tiempo durante el que muchas generaciones de extremeños, y en particular de pacenses, se formaron en sus filas (entonces los reclutas iban destinados a los regimientos más cercanos). Este fue el origen del Regimiento de Infantería Castilla n.º 16, que en el año 1966, cuando estaban próximos a llegar los carros de combate, pasó a llamarse «Regimiento de Infantería Mecanizada Castilla n.º 16» y tuvo como primer jefe, desde el 17 de febrero de 1966, al teniente coronel Rovira Recio.

### Cuartel de Sancha Brava

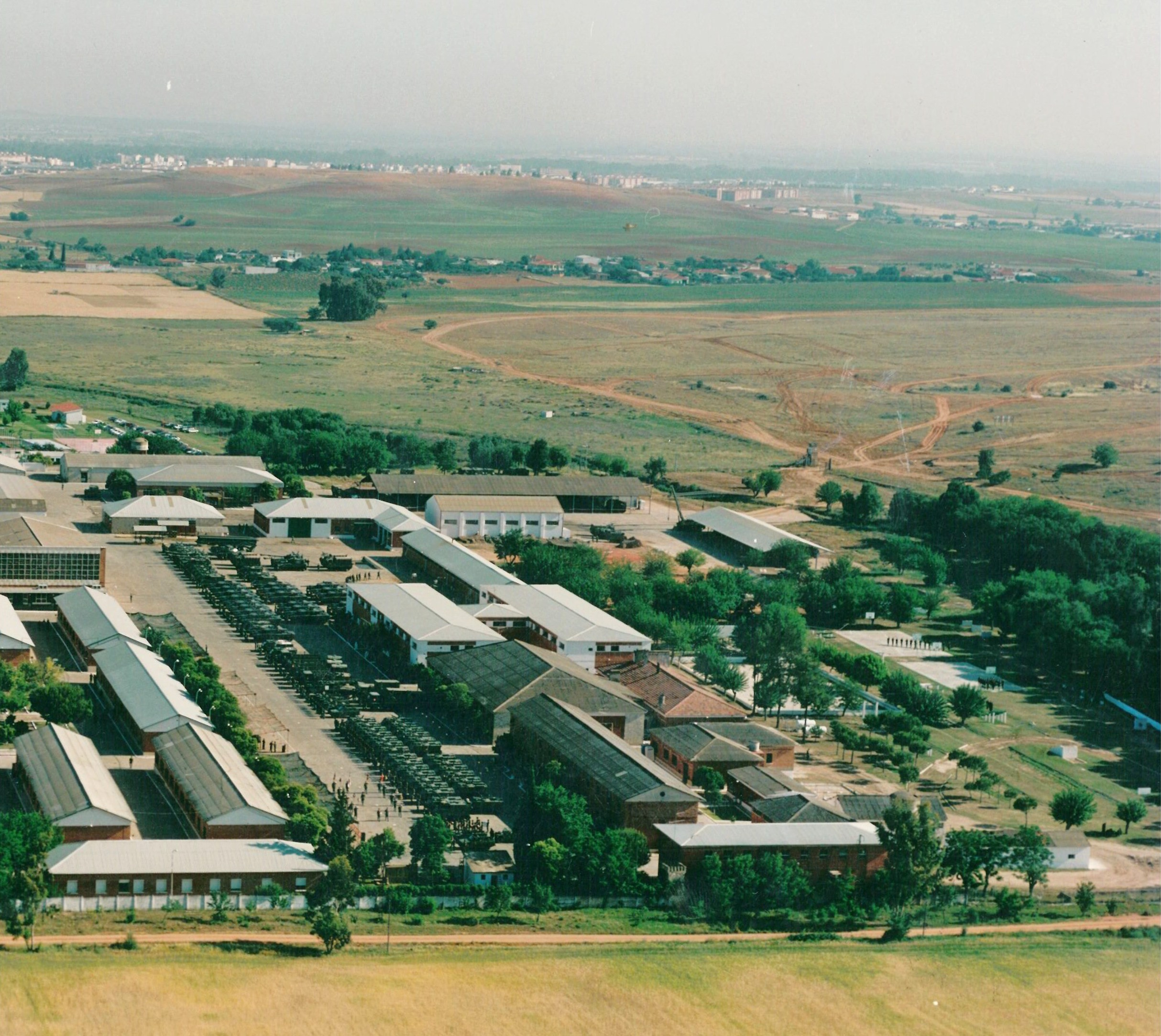
Vista aérea del cuartel de Sancha Brava, a las afueras de Badajoz, base del regimiento desde 1966 hasta 1999.

El primer acuartelamiento que tuvo el «Regimiento de Infantería Mecanizada Castilla n.º 16» fue el de Sancha Brava, situado a unos 4 km de la ciudad de Badajoz, que hasta el cambio de denominación por la incorporación de los carros de combate estaba ocupado por su antecesor el Regimiento de Infantería Castilla n.º 16, del cual procedían todos los efectivos mecánicos y logísticos, así como los jefes, oficiales, suboficiales y tropa.
Su primer jefe desde el 17 de febrero de 1966 fue el teniente coronel Adolfo Rovira Recio. El 17 de noviembre se hizo cargo del regimiento el coronel Fidel Cátera Román, que fue destinado al mismo por Orden Circular de 28 de octubre que se publicó en el Diario Oficial n.º 245. Le hizo la entrega del mando del regimiento su jefe, el teniente coronel Adolfo Rovira Recio, quien en esas fechas cesaba en el mando con motivo de su ascenso a coronel.

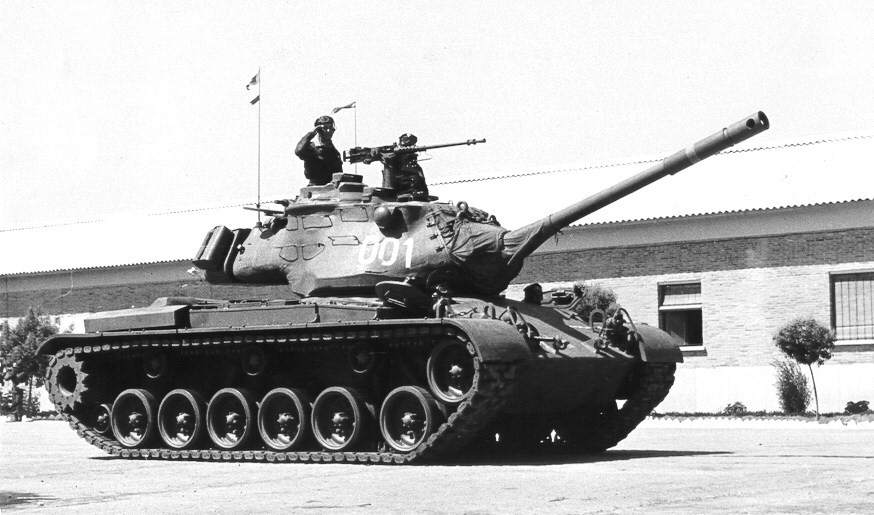
El teniente coronel Adolfo Rovira Recio a bordo del carro de combate M47 Patton n.º 001 en un desfile en 1972.

En 1967 se recibieron los primeros 16 carros de combate tipo M47 Patton procedentes del Regimiento de Caballería Sagunto, que se fueron distribuyendo entre las diversas compañías del batallón. El carro de combate americano M-47, que se fabricaba desde 1951, fue operado por primera vez en el ejército español por la División Mecanizada Brunete núm. 1. El M-47 tenía las siguientes características: el motor poseía una potencia de 810 CV equivalente a unos 800 HP, velocidad máxima de 48 km/h y una autonomía de 128 km, y la dotación de fuego era de un cañón de 90 mm, una ametralladora de 12,70 mm y dos de 7,62 mm.
En el primer trimestre de 1967 llegaron otros trece carros de combate M-47 y en abril salió el regimiento para Cerro Muriano, Córdoba, donde participó en la Operación Saeta, que llevaba a cabo la Brigada de Infantería Mecanizada XXI al mando del general Pedro Merry Gordon, y que consistía en la ejecución de una ofensiva con fuego real. Durante octubre de ese año llegó diferente material mecanizado: de la Base de Automóviles de Córdoba procedían 34 vehículos todo terreno con tracción a todos los ejes y de la Base Mixta de Tractores y carros de combate de Segovia llegaron trece carros de combate M-47 y un camión grúa para el servicio de estos.
A finales de 1967, comenzó el derribo del anterior y veterano Cuartel de San Francisco, donde aún permanecía enhiesto un ciprés llamado el «Centinela del Castilla», cuyo deterioro iba en aumento al no recibir el cuidado de riego y poda. La petición unánime de la sociedad civil por medio del periódico Hoy, encabezada por el periodista local Antonio García Orio Zabala —antiguo sargento provisional del primer batallón del «Castilla n.º 16»—, consiguió que el general Pedro Merry Gordon autorizara que parte de una compañía de zapadores del «Batallón de Ingenieros» procediera al arranque del ciprés y su traslado al acuartelamiento de Sancha Brava, donde quedó situado a la derecha de la capilla.

### Batallón de «La Hispanidad»

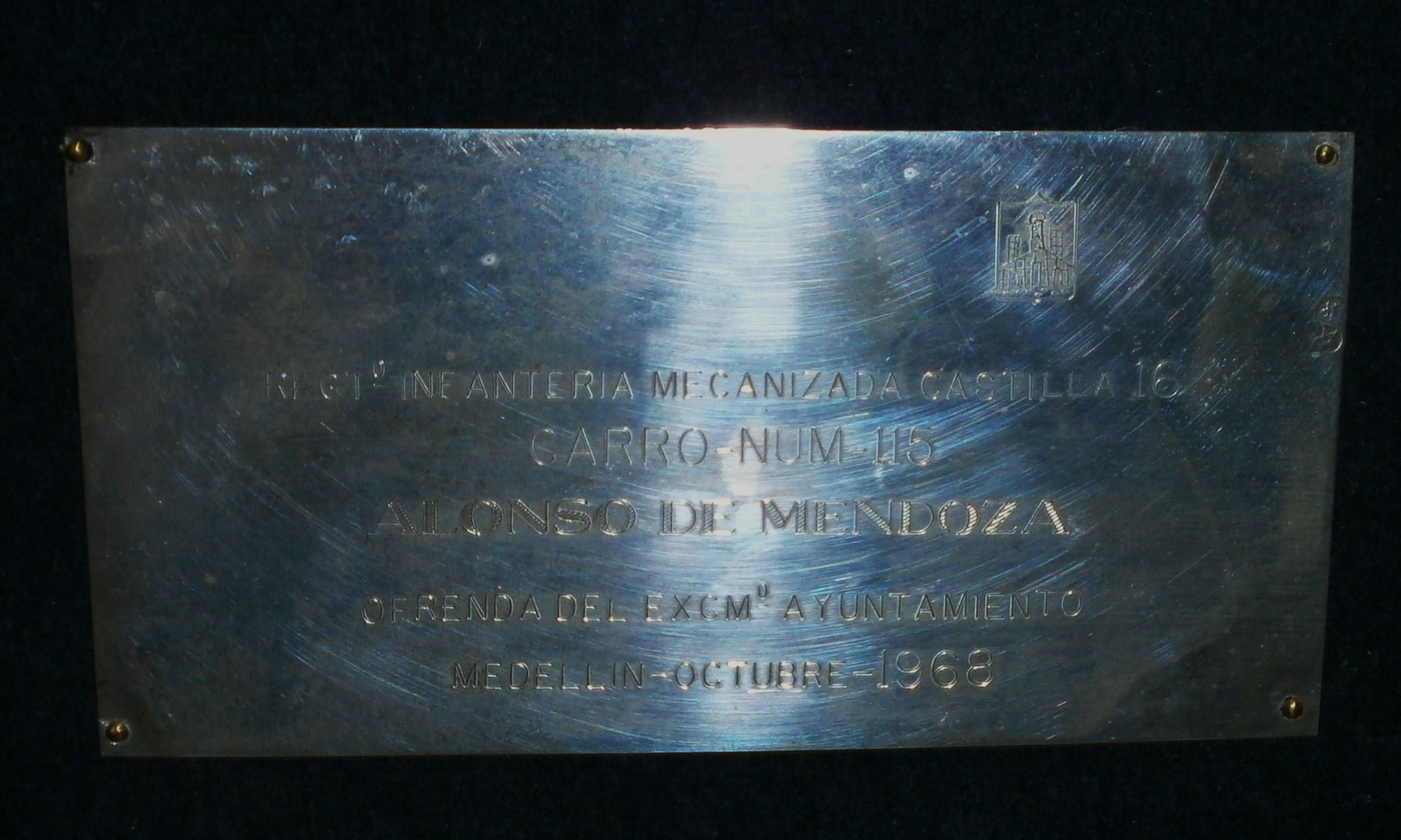
Placa ofrecida por el Ayuntamiento de Medellín al RIMZ Castilla n.º 16 en el apadrinamiento del carro de combate n.º 115 con el nombre "Alonso de Mendoza".

El 10 de noviembre de 1968 se produjo un hecho importante en el regimiento: Extremadura y el Instituto de Cultura Hispánica rindieron homenaje al Ejército Español, simbolizado en esta ocasión por el Regimiento de Infantería Mecanizada Castilla n.º 16, y se aprovechó el acto para bendecir y entregar un estandarte que ofreció el Ayuntamiento de Badajoz al regimiento. A las once de la mañana llegó el capitán general de la II Región Militar, Manuel Chamorro Martínez. Una vez oída la Santa Misa, los abanderados marcharon a sus puestos frente a la formación. Después de una alocución del coronel, la compañía de fusileros efectuó una descarga cerrada y, mientras sonaba el himno nacional, la bandera y estandartes se retiraron a la sala correspondiente. A continuación se procedió al desfile de las fuerzas, haciéndolo en último lugar el batallón de carros de combate M-47, cada uno con el nombre de un conquistador extremeño, por lo que este batallón se llamó «Batallón de La Hispanidad». Asistieron al acto los representantes de los pueblos, quienes entregaron las placas de plata con los nombres de los conquistadores nacidos en ellos junto con el número del carro de combate apadrinado, el escudo del pueblo donde habían nacido y una medalla de la patrona del pueblo, cuyos nombres de conquistadores ya  figuraban en la proa de los carros de combate.
| Nombre del conquistador     | Población de origen     | Carro de combate apadrinado         | Hechos de conquista                                                               |
| --------------------------- | ----------------------- | ----------------------------------- | --------------------------------------------------------------------------------- |
| Pedro Alvarado              | Badajoz                 | n.º 111                             | Conquistador de Guatemala                                                         |
| Andrés de Tapia de Alvarado | Badajoz                 | n.º 123                             | Conquistador en México                                                            |
| Luis de Moscoso de Alvarado | Badajoz                 | n.º 212                             | Jefe de expedición a La Florida al morir Hernando de Soto                         |
| Arias Tinoco                | Badajoz                 | n.º 215                             | Conquistador de La Florida al mando de la nave Santa Bárbara                      |
| Romo de Cardeñosa           | Badajoz                 | n.º 233                             | Conquistador de La Florida al mando de la nave San Antón                          |
| Juan Núñez de Prado         | Badajoz                 | n.º 225                             | Conquistador en Tucumán                                                           |
| Hernán Sánchez de Badajoz   | Badajoz                 | n.º 315                             | Conquistador del Perú                                                             |
| Alonso Rangel               | Aceuchal                | n.º 134                             | Conquistador en Costa Rica                                                        |
| Vasco Núñez de Balboa       | Jerez de los Caballeros | n.º 200                             | Descubridor del océano Pacífico                                                   |
| Hernando Méndez de Soto     | Jerez de los Caballeros | n.º 211                             | Conquistador de La Florida                                                        |
| Nuño de Tovar               | Jerez de los Caballeros | n.º 213                             | Conquistador de La Florida al mando del navío Magdalena                           |
| Jaime de Maraver            | Jerez de los Caballeros | n.º 224                             | Conquistador de Nueva España.                                                     |
| Pedro de Valdivia           | Castuera                | n.º 100                             | Conquistador de Chile.                                                            |
| Hernán Cortés               | Medellín                | n.º 001 carro del jefe de la unidad | Conquistador de México.                                                           |
| Alonso de Mendoza           | Medellín                | n.º 115                             | Conquistador en Perú.                                                             |
| Gonzalo de Sandoval         | Medellín                | n.º 124                             | Capitán en la conquista de México.                                                |
| Rodrigo de Paz              | Medellín                | n.º 132                             | Conquistador en México.                                                           |
| Alonso de Alvarado Montoya  | Zafra                   | n.º 321                             | Conquistador en Guatemala, México y Perú. Capitán General en Potosí y La Plata.   |
| Juan Coles                  | Zafra                   | n.º 201                             | Conquistador en La Florida y cronista.                                            |
| Benito Hurtado              | Garrovillas de Cáceres  | n.º 112                             | Conquistador en Castilla de Oro y Nicaragua.                                      |
| Gallego de Andrade          | Burguillos del Cerro    | n.º 012                             | Conquistador en México, esposo de Isabel de Moctezuma.                            |
| Diego García de Paredes     | Barcarrota              | n.º 214                             | Conquistador de La Florida al mando de la nave San Juan.                          |
| Juan Ruiz de Arce           | Alburquerque            | n.º 301                             | Conquistador en el Perú y cronista.                                               |
| Jorge de Alvarado           | Lobón                   | n.º 323                             | Conquistador de México y Guatemala.                                               |
| Diego de Alvarado           | Lobón                   | n.º 334                             | Conquistador en México, Guatemala y Chile.                                        |
| Juan Cano de Saavedra       | Cáceres                 | n.º 011                             | Capitán en la conquista de México.                                                |
| García Holguín              | Cáceres                 | n.º 014                             | Conquistador en México.                                                           |
| Vasco Porcallo de Figueroa  | Cáceres                 | n.º 222                             | Conquistador en La Florida, Cuba y Santo Domingo.                                 |
| Francisco de Sande          | Cáceres                 | n.º 234                             | Fundador de la provincia de Camarines de Nueva Cáceres y Gobernador de Filipinas. |
| Lorenzo de Aldama           | Cáceres                 | n.º 002                             | Conquistador en Perú y Gobernador de Popayán.                                     |
| Lorenzo de Ulloa            | Cáceres                 | n.º 331                             | Conquistador en Perú, Jamaica y Honduras.                                         |
| Carrillo de Obando          | Cáceres                 | n.º 332                             | Gobernador de Muso de Palma, de Colombia.                                         |
| Pedro Corbacho              | Cáceres                 | n.º 335                             | Navegante con Colón en el primer viaje a Las Índias.                              |
| Francisco Pizarro           | Trujillo                | n.º 300                             | Conquistador del Perú.                                                            |
| Francisco de Orellana       | Trujillo                | n.º 121                             | Descubridor del río Amazonas.                                                     |
| Juan de Chaves              | Trujillo                | n.º 101                             | Conquistador en México y Honduras.                                                |
| Diego de Sanabria           | Trujillo                | n.º 113                             | Adelantado del Río de la Plata.                                                   |
| Diego García de Paredes     | Trujillo                | n.º 221                             | Conquistador en Venezuela, donde fundó la ciudad de Trujillo.                     |
| Nuflo de Chaves             | Trujillo                | n.º 235                             | Fundador de Santa Cruz de la Sierra y conquistador en Paraguay.                   |
| Francisco de las Casas      | Trujillo                | n.º 135                             | Fundador de la ciudad de Trujillo en Honduras.                                    |
| Pedro Alonso de Hinojosa    | Trujillo                | n.º 333                             | Conquistador en Perú y capitán general del ejército de Lagasca.                   |
| Gonzalo de Ocampo           | Trujillo                | n.º 324                             | Conquistador en Santo Domingo y Panuco.                                           |
| Hernando de Trejo           | Trujillo                | n.º 325                             | Conquistador en Argentina.                                                        |
| Gonzalo Pizarro             | Trujillo                | n.º 131                             | Jefe de la expedición al País de la Canela.                                       |
| Alonso de Sotomayor         | Trujillo                | n.º 231                             | Gobernador y capitán general en Chile.                                            |
| Diego Alfonso de Camargo    | Plasencia               | n.º 122                             | Conquistador en México y Jamaica.                                                 |
| Juan de Carvajal            | Plasencia               | n.º 133                             | Conquistador en Paraguay.                                                         |
| Cristóbal Flores            | Valencia de Alcántara   | n.º 125                             | Conquistador en México                                                            |
| Gonzalo de Silvestre        | Herrera de Alcántara    | n.º 222                             | Conquistador en La Florida                                                        |
| Nicolás de Obando           | Brozas                  | n.º 311                             | Primer Gobernador de las Indias                                                   |
| Diego de Santa Cruz         | Guadalupe               | n.º 312                             | Conquistador en Perú                                                              |
| Martín Cabañas              | Logrosán                | n.º 313                             | Conquistador en el Perú                                                           |
| Juan de la Plaza            | Hervás                  | n.º 314                             | Conquistador en Perú                                                              |
| Pedro Alonso                | Aldeacentenera          | n.º 003                             | Conquistador en el Perú.                                                          |
| Antonio Villarroel          | Alcántara               | n.º 332                             | Conquistador en Perú, Cuba y México. Descubridor de las minas de Potosí.          |

### Operaciones y actividad hasta fin delsigloXX

#### Desde 1970 hasta 1980
Del 4 al 9 de abril de 1970 y para cumplir el «Programa General de Instrucción y Adiestramiento», participó en los ejercicios tácticos llamados Operación Zújar, en los que estaban presentes otras fuerzas —además del Castilla n.º 16 y el BMING XXI de Badajoz— de Mérida, como eran las GACA y GLOG XXI y de Córdoba. En el mes de mayo tomó parte en Arcos de la Frontera en las maniobras llamadas Operación Brigadier, donde se efectuó fuego real con todas las armas reglamentarias, incluso con los carros de combate. Entre mayo y octubre se realizaron hasta diez «Patrullas de Oficial», ejercicios de lucha de guerrillas por las zonas de Olivenza y Alconchel, pasaron diez revistas de diversa índole y participaron en actos externos como en la Semana Santa, Corpus Christi y el homenaje a la patrona, la Inmaculada Concepción, en la iglesia del mismo nombre en el centro de Badajoz, entre otras. El año 1971 trascurrió de forma similar y efectuaron ejercicios de guerra de guerrillas en la zona de El Pedroso en la provincia de Sevilla. También ese año recibió el regimiento dos visitas de gran importancia: el 17 de febrero pasó revista el capitán general de la II Región Militar, Julio Coloma Gallego, y en junio se recibió al Ministro del Ejército, general Juan Castañón de Mena. En ambas ocasiones felicitaron a los jefes del regimiento por «la marcialidad, presentación y estado del regimiento».
En 1972 continuó el regimiento con los servicios de guarnición e intervino en diversos ejercicios tácticos, entre los cuales destacó la llamada Operación Lanza, que se llevó a cabo en Cerro Muriano (Córdoba) junto a otras unidades de la División «Guzmán el Bueno» entre el 7 y 12 de abril. En 1973 el regimiento contaba ya con 54 carros de combate tipo M47 Patton, 26 camiones y 52 vehículos de tracción a los dos ejes que sustituyeron a los anteriores, que habían quedado obsoletos. Por lo que respecta al armamento, lo más destacado fue la llegada de 50 ametralladoras de calibre 12,70 mm. En febrero y marzo se impartió el «Curso de conocimientos y entrenamientos de TOA tipo M113-A1» y vadeo de cursos de agua en el pantano de Piedra Aguda, ya que estaba previsto que dos meses después llegaran estos vehículos de transporte de oruga acorazado —TOA—, como así fue. En junio se recibieron 49 TOA M-113-A1 con los que, a finales de noviembre, se realizaron prácticas de navegación en el río Guadiana en las inmediaciones de Badajoz. En septiembre participó el regimiento en las maniobras denominadas «Hornachos-73» con presencia, como observadores, de militares franceses y portugueses. Una vez finalizados los ejercicios, las unidades participantes desfilaron ante el Ministro del Ejército, general Francisco Coloma Gallegos, y el entonces príncipe de España, D. Juan Carlos de Borbón.
En 1974 se pusieron de manifiesto una serie de carencias, entre las que sobresalía las reducidas dimensiones del campo de maniobras y de tiro para ejercitarse con el material y armas de las que se disponía. Las maniobras más importantes fueron las llevadas a cabo en Talarrubias, llamadas Operación Diana-74, en las que participó el regimiento al completo, y en Algeciras denominadas «Otoño-74». Se recibieron unidades más modernas del vehículo TOA, los modelos M-577-A1 y M-125-A1. En el año 1975 falleció el general Franco y fue nombrado Juan Carlos de Borbón rey de España. Por otro lado, el Reino de Marruecos organizó la Marcha Verde, mediante la cual pretendía penetrar en el Sahara español y forzar al Gobierno de España a negociar la cesión de este territorio a la nación africana. El Acuerdo de Paz de Madrid dio por finalizada la presencia española en esa zona evitando una guerra que, según Gutiérrez Mellado: «No se hubiera estado en condiciones de ganar».
En 1976 el regimiento salió tres veces de la plaza, una vez a Chinchilla (Albacete), donde participó en el ejercicio «Montearagón 76», y dos a Cerro Muriano. Otras dos veces estuvo de maniobras, una en la zona de Alburquerque, en los ejercicios «Gévora 76» y otra cerca de la ermita de la Virgen de Botoa en los llamados «Zapatón 76». En ese año causaron baja varios carros de combate tipo M-47, que fueron sustituidos por los M-47E ya modificados para poder utilizar gasoil como combustible. El regimiento cumplió en los años siguientes con sus correspondientes ejercicios de maniobras y adiestramiento, pero los atentados de la banda terrorista ETA iban haciendo mella en las fuerzas armadas. Por lo que respecta al Castilla n.º 16, a raíz del asesinato del general Ortín Gil el 3 de enero de 1980, al igual que otras guarniciones, sacaron sus fuerzas a la calle. El batallón de carros del Castilla n.º 16 hizo el siguiente recorrido por la ciudad de Badajoz: carretera de Valverde, avenida de Europa, avenida de Ramón y Cajal, San Roque, carretera de Madrid y Carretera de Valverde para volver a su acuartelamiento de «Sancha Brava».

#### Desde 1981 hasta el traslado a la Base General Menacho
El 23 de febrero de 1981 se produjo un golpe de Estado. Días antes las unidades del batallón de carros de combate se encontraban de maniobras en Cerro Muriano y recibieron la orden de su vuelta inmediata a su acuartelamiento antes de que terminaran las mismas, al que llegaron al día siguiente, de manera que el mismo día del asalto al Congreso se encontraba el regimiento al completo en su acuartelamiento habitual, el de Sancha Brava. Alrededor de la media noche del mismo día 23 se llamó a todos los mandos y se repostaron y municionaron todos los vehículos, pero con el mensaje del rey hacia las 3 de la madrugada disminuyó la tensión y la incertidumbre.

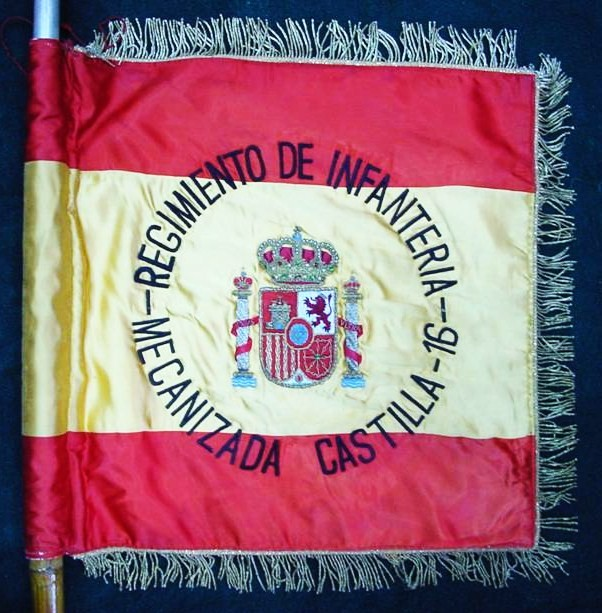
Estandarte del RIMZ Castilla n.º 16

En 1982, hubo que destacar la visita que realizó el ministro de Defensa, Alberto Oliart, el 5 de febrero. En 1983 se cumplió el centenario de la llegada a Badajoz del regimiento y también en ese mismo año se cambió el carro de combate M47 Patton por el AMX-30E (versión española del AMX-30 francés), con mejores prestaciones que el anterior, pues disponía de un motor Hispano Suiza de 680 CV, velocidad máxima de 65 km/h, autonomía de unos 500 km y estaba armado con un cañón de calibre 105 mm, una ametralladora de 12,70 mm y otra de 7,62 mm. Otro hito importante para el regimiento fue la entrega del nuevo estandarte al regimiento por parte del Ayuntamiento de Badajoz, que contenía el escudo constitucional. El estandarte sustituido se cedió al Museo del Ejército si bien, finalmente, se devolvió al ayuntamiento para su custodia. Entre junio y septiembre el regimiento participó en las maniobras llamadas «Castelar-83» y «Pedrera-83», en San Gregorio y Chinchilla, respectivamente. También tomaron parte en las maniobras denominadas «Crisex-83», realizadas en Huelva. Durante 1985 recibió la visita de Gustavo Urrutia García, capitán general de la I Región Militar, y ese mismo año, la Brigada XI, que tenía su Cuartel general en la avenida Fernando Calzadilla, junto a la Residencia Militar Gravelinas, se instaló en los campos de Bótoa, a unos 22 km de Badajoz, donde más adelante se reunieron todas las pequeñas unidades de dicha brigada, de las cuales el RIMZ Castilla n.º 16 fue el último en incorporarse a la Base General Menacho.
Los siguientes años pasaron con la realización del trabajo de entrenamiento tanto dentro como fuera del acuartelamiento. En el año 1987 el regimiento participó en las maniobras «Alfa-2» y «Beta» en los campos de San Gregorio de Zaragoza. El 1 de junio se celebró el 194º aniversario de la fundación del regimiento, con asistencia de altos mandos militares españoles y portugueses. A mediados de octubre se realizó un intercambio de secciones con el Ejército Británico enmarcadas en las que se llamaron «Actividades hispano-británicas». En 1988 se desplazó el regimiento al Campo de maniobras San Lorenzo y llevaron a cabo los ejercicios tácticos llamados «Aragón-88». En 1989 se efectuaron las maniobras de tipo «Beta-101», «Beta-107» y «Beta-109». La normalidad, dentro de la disciplina y trabajo diario, fue la tónica durante los dos años siguientes. En 1991 se llevó a cabo la Operación Escudo, para la custodia de las presas de los embalses de García de Sola y Cíjara, de la cuenca del Guadiana. En abril se realizaron en Chinchilla (Albacete) los ejercicios denominados «Águila 2/91» y en noviembre las maniobras «Puisemilla-91».
En 1992, V Centenario del Descubrimiento de América, se realizó la Operación Alfa-Foxtrot, cuya misión era proteger determinados tramos del recorrido del AVE entre Madrid y Sevilla, y el regimiento participó en un nuevo tipo de ejercicios llamados «ENEAS». El momento más importante de ese año fue la visita al acuartelamiento de su majestad el rey Juan Carlos I en el mes de mayo. El año siguiente, 1993, fueron sustituidos los carros de combate tipo AMX-30E por los americanos M60 A3 TTS, bastante más voluminosos y potentes, con motor de 750 CV, del que llegaron 310 unidades a España. Ese mismo año y con motivo de la celebración del Año Santo Compostelano se organizó una marcha por relevos desde los cuarteles generales de las Brigadas XI y XII y desde el de la propia división hasta Santiago de Compostela, en una operación que se llamó «Corazeiro-93». En cuatro días se recorrieron los casi 800 km que separan Badajoz de Santiago. En cuanto al armamento hubo un cambio significativo, del antiguo fusil de asalto Cetme C al Cetme L, más ligero y preciso. En 1994, cumpliendo el mandato de las Naciones Unidas de contribuir con tropas a la pacificación de la antigua Yugoslavia, el Castilla n.º 16 partió el 22 de marzo para Bosnia-Herzegovina y también partieron efectivos para Croacia en vuelo directo desde la Base Aérea de Talavera la Real, en Badajoz. El resto del regimiento participó junto a tropas italianas y americanas en el ejercicio combinado «Dinamic-Impact 94» en la zona de Vivaro, en la provincia italiana de Pordenone, y en los ejercicios tácticos «Beta-106».

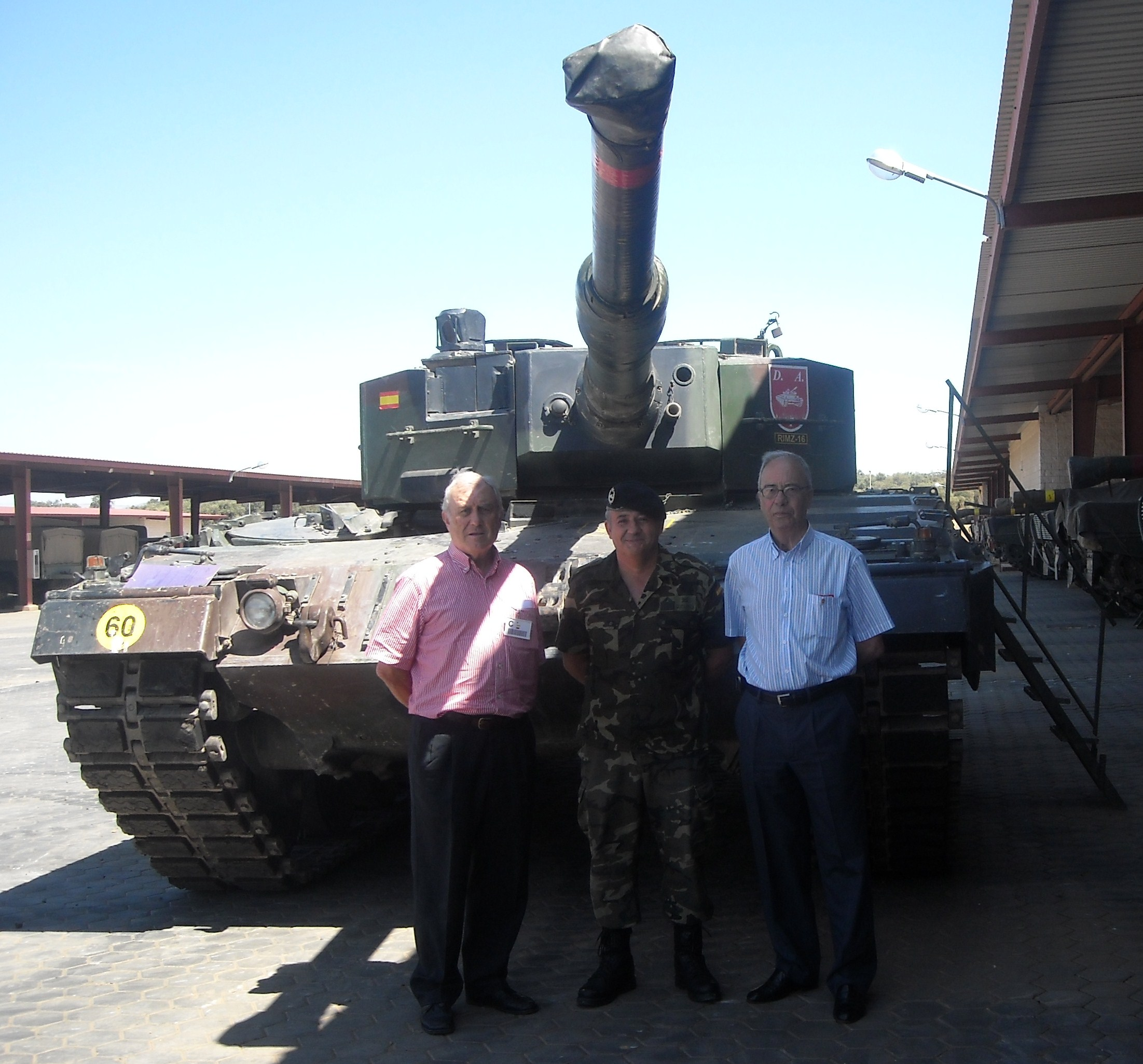
Carro de combate Leopard 2A4 del Regimiento de Infantería Mecanizada Castilla n.º 16

El año 1995 también fue importante en cuanto al equipamiento, pues se recibieron los primeros carros de combate tipo Leopard 2 A4 en sustitución de los M60 y se continuó con estas sustituciones en los años 1996 y 1997. También en 1997 se enviaron tropas en misiones de paz a la antigua Yugoslavia y volvieron en 1998 las que estaban destinadas en Bosnia-Herzegovina. Ese año —1998— marchó parte del regimiento a Francia y Alemania, donde participó en los ejercicios denominados «Pegasus-98».

#### Motivos del traslado a la Base General Menacho
Ya en 1974 se empezaron a hacer patentes las carencias del acuartelamiento de Sancha Brava, sobre todo en lo que a campo de tiro y maniobras se refiere. En cuanto a éste, el campo de tiro no permitía el uso de lanzagranadas excepto con granadas de instrucción. Para la utilización y tiro con mortero de calibre 60 mm había que hacerlo con 1.ª carga y con alcance máximo de 300 m. Si se utilizaba el mortero de calibre 120 mm había que hacerlo con el sub calibre reducido de 60 mm. Como en este campo tiraban todas las unidades que había en la plaza militar de Badajoz, las compañías del regimiento solo podían utilizarlo una vez al mes. Otro campo que mostraba carencias era el de instrucción, ya que sus reducidas dimensiones obligaban a restringir los ejercicios tácticos hasta los niveles de subgrupo o compañía, lo que llevaba consigo la repetición de los ejercicios por las citadas escasas dimensiones del terreno.
En 1975 hubo un accidente y resultó herido un civil a causa de un rebote de un trozo de metralla hacia el lado contrario al «espaldón» sobre el que se efectuaban normalmente los disparos. Como consecuencia de esto, el Gobierno civil nombró una comisión de investigación y de información de cómo se debiera utilizar el campo de tiro en el futuro. Las conclusiones de esta comisión fueron las siguientes:
- Solamente se podría disparar sobre la zona más al norte del campo de tiro.
- La distancia máxima de tiro no debía ser mayor de 50 m.
- No se permitía ametrallar con las armas individuales. Los disparos con ellas debían hacerse tiro a tiro.
- Las armas colectivas tenían que ser de «afuste» rígido.
- Se prohibió el uso de la ametralladora de calibre 12,70 mm.

Todo ello ponía de relieve la falta de idoneidad del lugar para realizar maniobras y ejercicios con el nuevo armamento que se disponía.
Otro argumento más a favor de un nuevo emplazamiento era la dispersión de las pequeñas unidades que componían la Brigada de Infantería Mecanizada «Extremadura» XI (BRIMZ Extremadura XI), que tenían su cuartel general en lo que luego fue la Residencia Militar Gravelinas, en el núcleo urbano de Badajoz, además de los estrictamente confidenciales e internos que tuviese el Gobierno de turno. El Cuartel general de la Brigada de Infantería Mecanizada Extremadura XI fue el primero en trasladarse a la Base General Menacho en 1985, en la localidad de Bótoa, a unos 20 km de Badajoz. Durante los 15 años siguientes se fueron trasladando a Bótoa todas las pequeñas unidades que componían dicha «Brigada XI». El «RIMZ Castilla n.º 16» fue el último en incorporarse a la nueva base, en 1999.

#### Asentamiento en la Base General Menacho

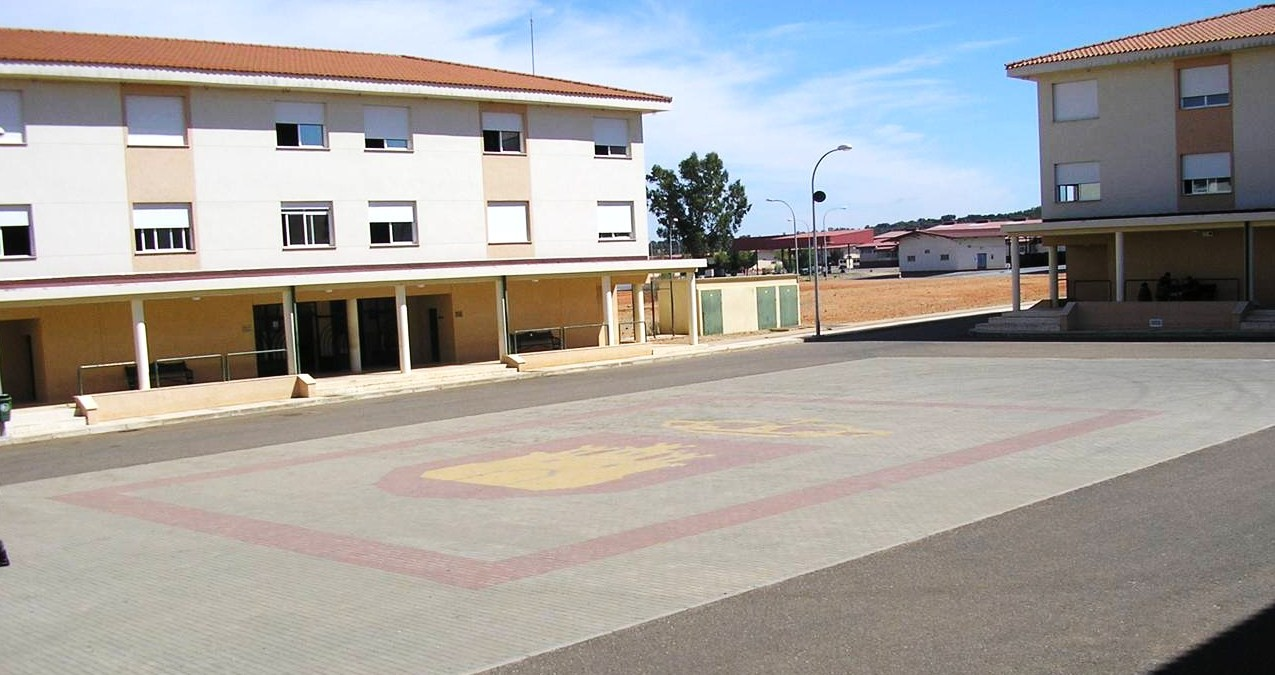
Patio de la zona de mando de la Base General Menacho

El 30 de junio de 1999 se publicó la última «Orden del Acuartelamiento Sancha Brava» con un único artículo que empezaba así:

En vísperas de realizar el traslado del Regimiento a la Base General Menacho (Bótoa), damos hoy un paso más al publicar por última vez la "orden" de nuestro Acuartelamiento Sancha Brava.
Quiero aprovechar esta ocasión para reiteraros la idea de que una vez más el Castilla está siendo puesto a prueba. Desde la seguridad de que, como siempre, cumpliremos exactamente con nuestro deber... 
Finalmente todo ello sin perder sino por el contrario manteniendo orgullosamente nuestra condición de ser y sentirnos Soldados del Castilla.
Vuestro Coronel Mollá.

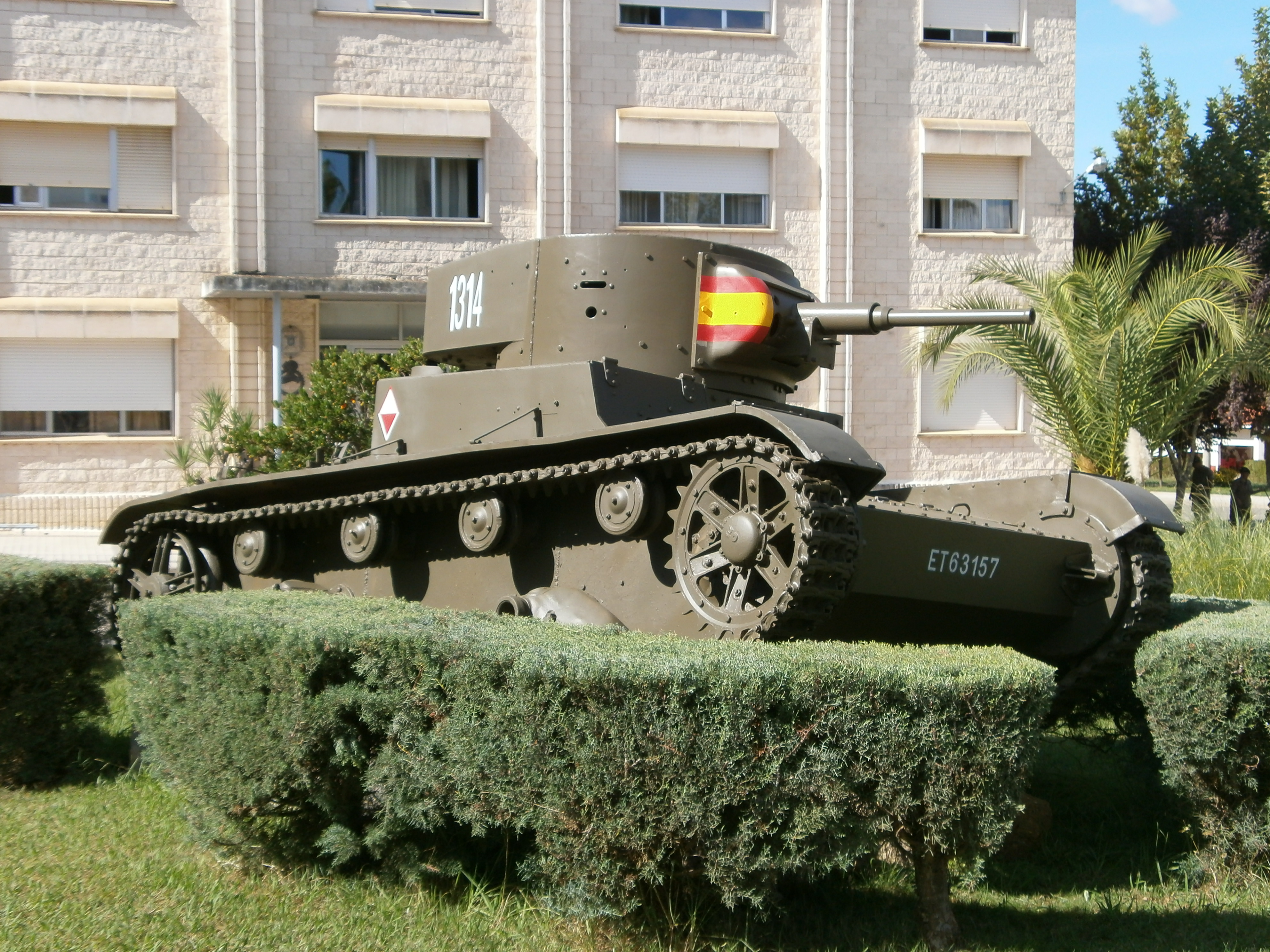
Carro de combate T-26-B1 en el patio de mando de la Base General Menacho de Bótoa, Badajoz

El traslado se realizó en tres fases: el 1 de julio se trasladó el «BIMZ Alcántara», el 1 de septiembre el «BICC Mérida» y el 1 de octubre estaba todo el regimiento en la Base General Menacho de Bótoa. Ese mismo año el «batallón de carros» desfiló en el día de la Fiesta Nacional de España en Madrid y de allí marchó inmediatamente a efectuar los ejercicios «Bótoa-99». Se inició el año 2000 con el regimiento completamente instalado y acomodado en la nueva base, y en junio marchó al ya muy conocido Campo de maniobras de San Gregorio en Zaragoza para participar en los ejercicios «Ejea 2000» y «Cierzo 2000» (nombre que se debe al viento del noroeste que sopla frecuentemente por el valle del Ebro). Se dio este nombre de Cierzo a los ejercicios tácticos de fin de curso en la Academia General Militar, a los que concurrían diversas unidades del Ejército en las que los Caballeros Alféreces Cadetes del último curso, ya próximos a ser tenientes, realizaban prácticas de mando. Con unos días de retraso por el desplazamiento de dos batallones a Zaragoza, se llevó a cabo la celebración de los actos del 207.º aniversario. En marzo de 2001 marcharon dos batallones al mismo campo de maniobras de Zaragoza para hacer ejercicios de maniobras y tiro. Este mismo año, aprovechando las posibilidades que ofrece el Campo de maniobras de la Base General Menacho, se realizaron en este cuatro ejercicios tipo «ALFA-2». En julio se llevaron a cabo los actos de celebración del 208.º aniversario de la fundación del regimiento. Una vez asentado el regimiento en su nuevo acuartelamiento y asimilada la diferencia de funcionamiento de un cuartel con un solo regimiento al de una base, compartida con varias unidades y al mando de un general, la vida castrense de este regimiento continuó desarrollándose con total normalidad.

#### Armamento llegado en 2015
Dentro del plan de renovación de la dotación de los medios de combate se llevó a cabo la sustitución de los carros de combate Leopard 2-A4 por los más modernos Leopardo 2E de fabricación parcial y montaje completo en España que se incorporaron al regimiento el 22 de marzo de 2015. Sus características mecánicas y de fuego más importantes son:
- Fabricado por General Dinamics en Sevilla.
- Su tripulación está compuesta por cuatro personas.
- Su arma principal es un cañón de 155x55 mm.
- El armamento complementario está compuesto por dos ametralladoras MG de  calibre 7,62 mm, una es coaxial al cañón y la otra es para defensa antiaérea inmediata.
- Dispone también de 16 tubos de lanzamiento de artificios fumígenos de escaqueo y ocultamiento ante el enemigo.
- El peso total en orden de combate es de 62 tn.
- La velocidad máxima es de 68 km/h.
- La potencia del motor es de 1500 CV.
- Posee un sistema óptico y electrónico más avanzado que su antecesor,  el Leopard 2 A4.[106]

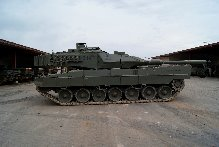
Vista lateral derecha.
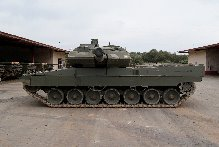
Vista lateral y torreta girada 90º.
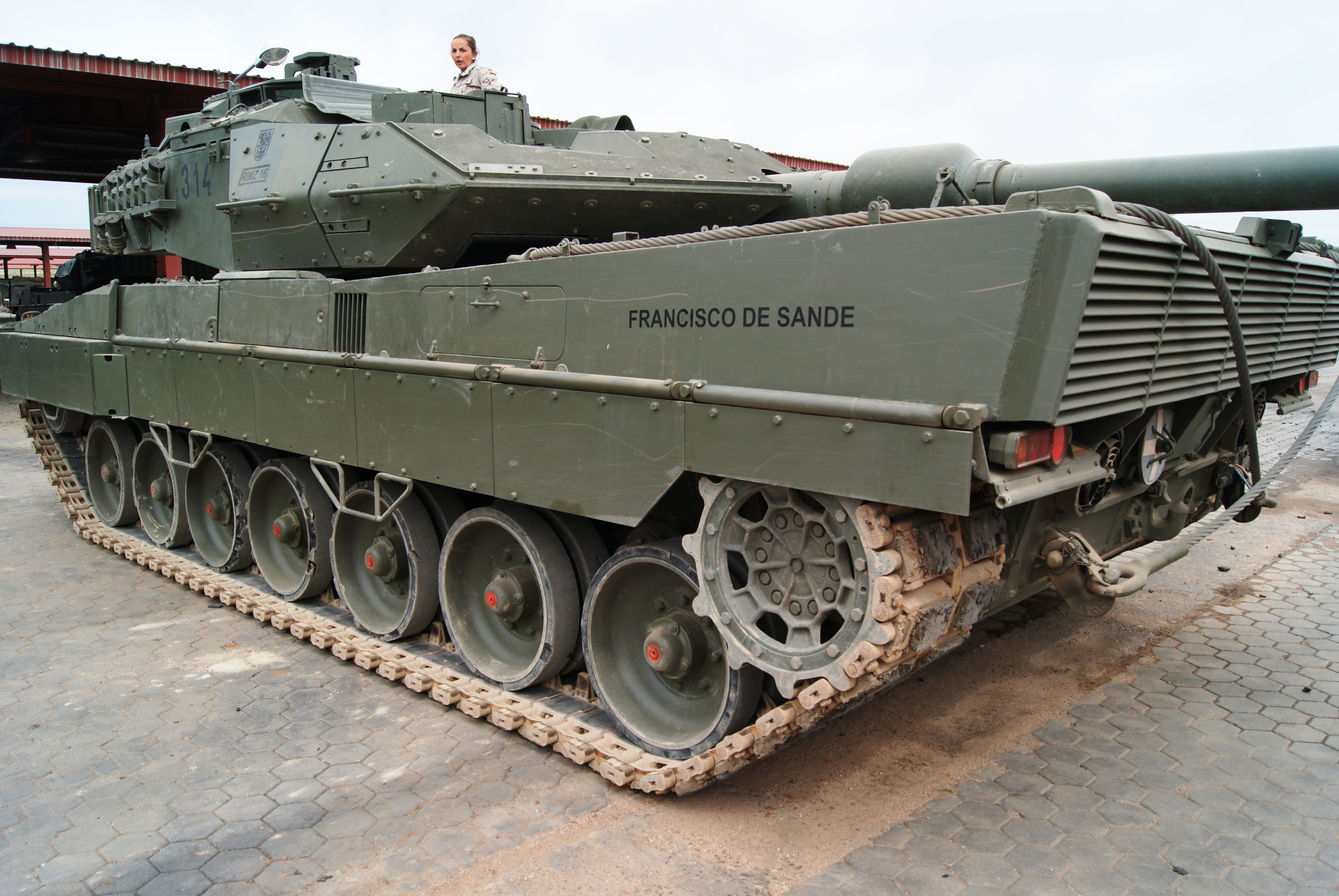
Carro «Francisco de Sande» vista 3/4 derecha y conductora en la torreta.
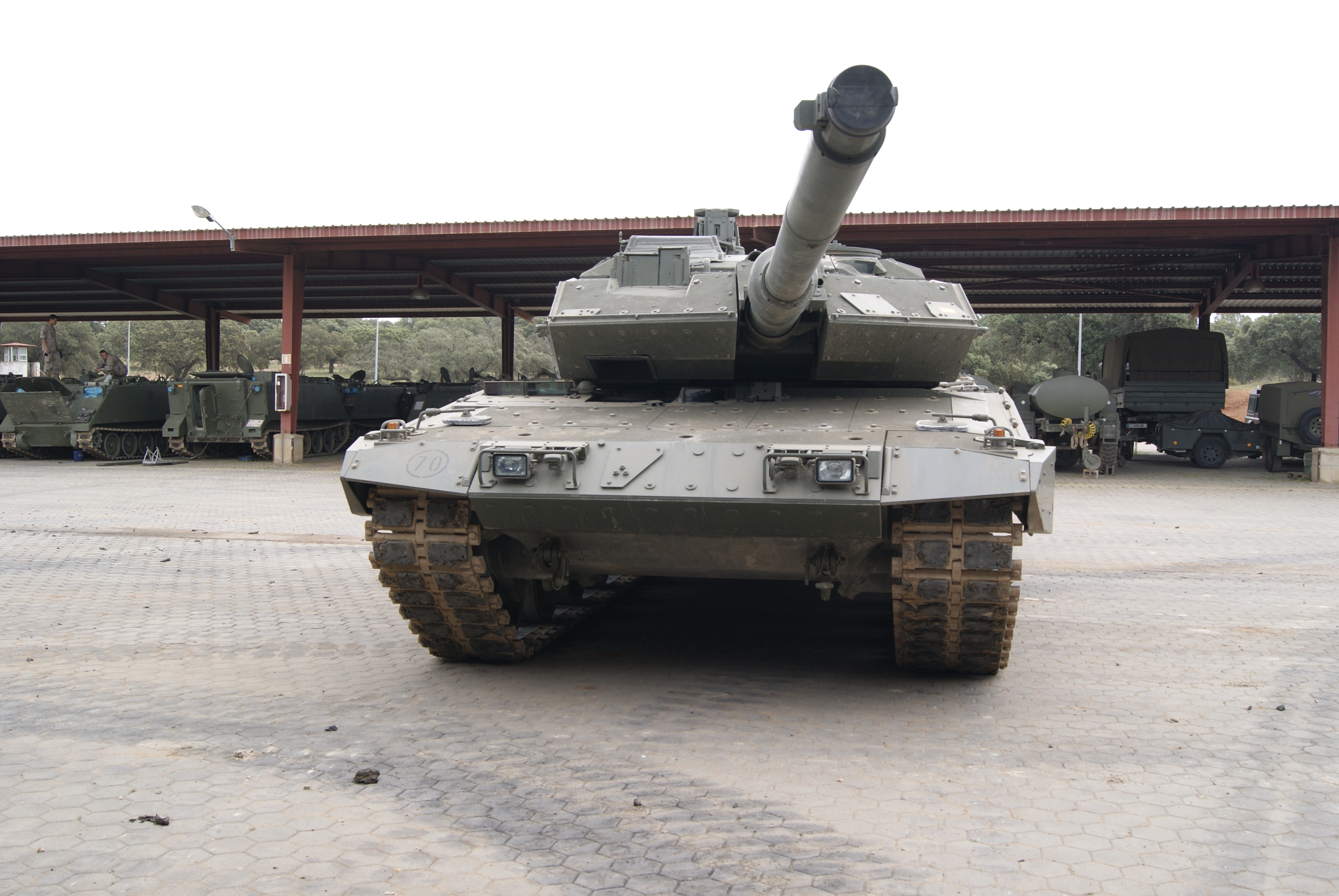
Vista frontal y cañón alineado con el carro.
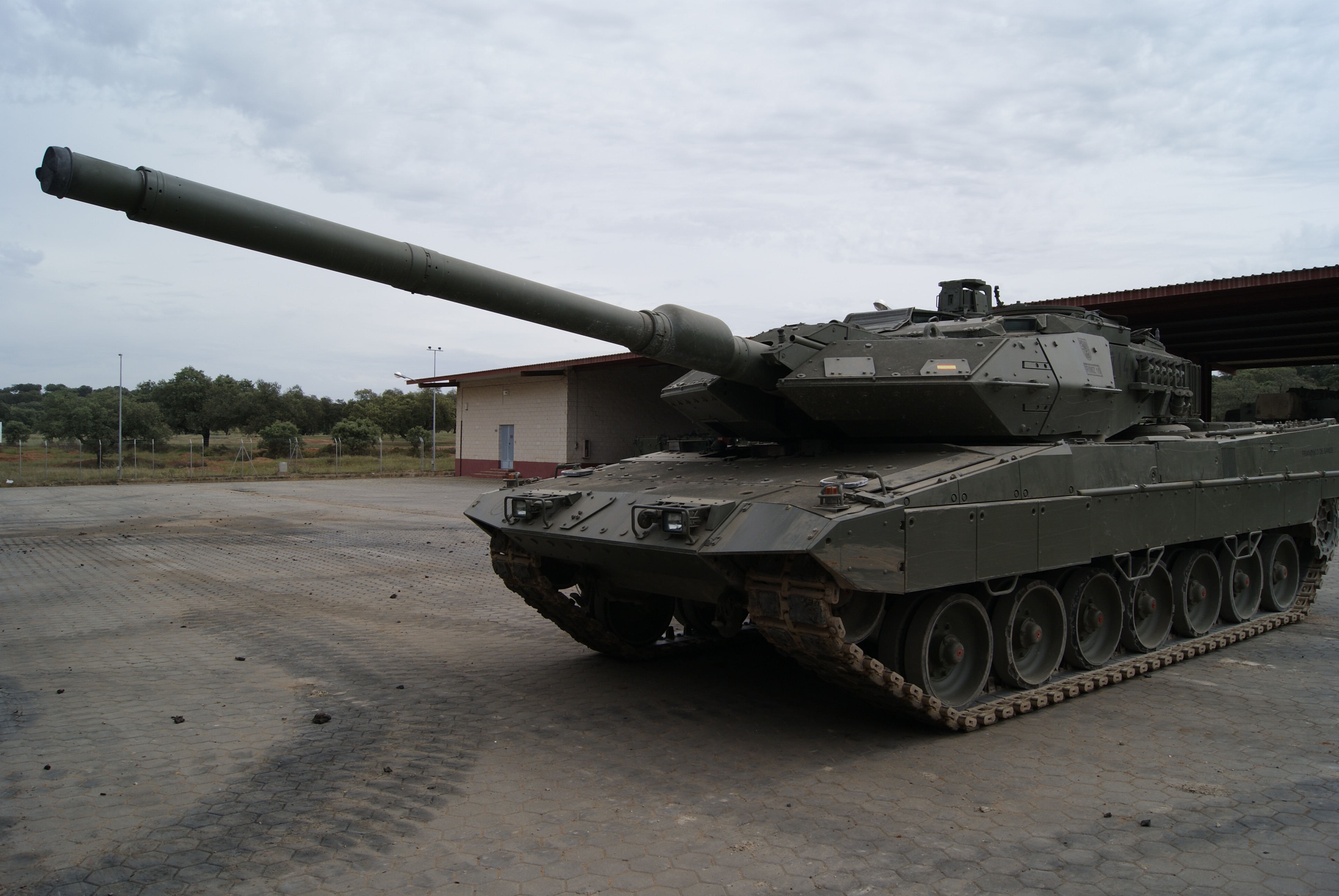
Vista lateral izquierda y cañón alineado con el carro.

## Misiones de paz

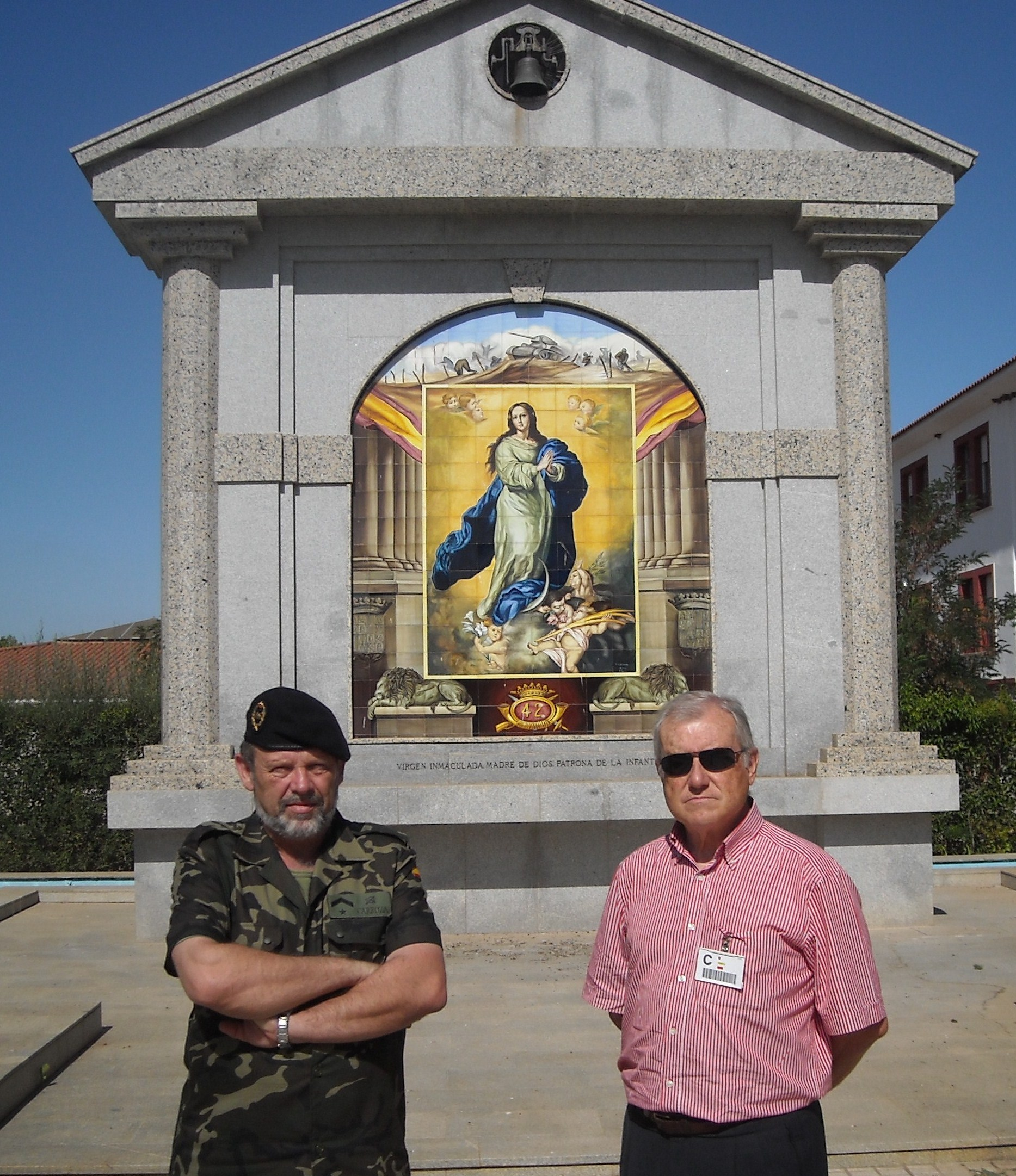
Monumento a la Inmaculada Concepción en la base del regimiento

El regimiento ha participado en numerosas misiones de paz entre los años 1993 y 2012, recogiéndose las más importantes de ellas a continuación:
- El Salvador. Tres de los cinco oficiales del grupo de asesores que aportó España eran del regimiento y estuvieron en El Salvador durante todo el año 1993. Su misión, llamada «Observadores de las Naciones Unidas en el Salvador» —ONUSAL—, que se estableció por una resolución de la Naciones Unidas, era la de vigilar los Acuerdos de Paz de Chapultepec, que consistían en el desarme de la guerrilla para poner fin a la guerra civil que existía en el país mediante las conversaciones llevadas a cabo entre el Gobierno de ese país y el Frente Farabundo Martí para la Liberación Nacional (FMLN).[107]
- Bosnia-Herzegovina. Agrupación Táctica Córdoba (AGT Córdoba) (SPAGT). Esta agrupación no se basó en las «Fuerzas de Acción Rápida» como venía ocurriendo hasta entonces. Desde marzo hasta octubre de 1994 estuvo en Bosnia-Herzegovina una compañía del «RIMZ Castilla n.º 16» comandada por el capitán Martín Francisco Expósito Alonso. La unidad que se formó se denominó «2.ª Compañía Castilla» y estuvo encuadrada en el «Batallón Princesa» de la «AGT Córdoba», cuyo coronel era Pedro Luis Braña y pertenecía a las fuerzas de la ONU denominadas UNPROFOR. Su misión era la de vigilar que se cumpliera el «alto el fuego» entre bosniomusulmanes y bosniocroatas. Sus zonas de operaciones fueron Mostar y Draçevo y escoltaron a unos 2400 convoyes.[108]
- Bosnia-Herzegovina. Agrupación Táctica Extremadura (AGT Extremadura) (SPAGT). El «RIMZ Castilla n.º 16» fue designado «Unidad Base» para formar la «AGT Extremadura», cuya misión era similar a las anteriores, con la peculiaridad de que en ésta se trataba de mantener abiertos los accesos a Sarajevo para su abastecimiento. Se mantuvieron allí desde octubre de 1994 a mayo de 1995. Estaba al mando el coronel del «RIMZ Castilla n.º 16» Francisco García-Almenta Dobón. Participaron en las operaciones cerca de 250 efectivos del regimiento y desplegaron su actividad en las zonas de Mostar, Medjugorje y Draçevo.[109]
- Yugoslavia. Brigada Española V (SPABRI V). Desde de mayo a diciembre de 1997 se trasladaron a la «Base General Menacho» 29 jefes, oficiales y suboficiales y 76 soldados para formar parte de la «Brigada Española V» (SPABRI V), a efectos de participar en misiones de paz, especialmente en esta ocasión en la que se celebraban elecciones municipales y legislativas en la antigua Yugoslavia. En esta misión se contó con una «Unidad de Guerra Electrónica».[110]
- Bosnia-Herzegovina. Brigada Española VIII (SPABRI VIII). Entre agosto y diciembre de 1998 participaron efectivos del «RIMZ Castilla n.º 16» en misiones de paz en Bosnia-Herzegovina encuadradas en la «Brigada Española VIII» (SPABRI VIII), siendo su misión más relevante la de vigilancia, con el fin de que se desarrollasen con normalidad las elecciones en la zona, y también el de proporcionar seguridad en los asentamientos de Stolac.[111]
- Bosnia-Herzegovina. Organización Operativa Española XII (SPAGT XII). Varios integrantes del «RIMZ Castilla n.º 16» al mando de su jefe, el coronel Mollá, se incorporaron desde diciembre de 1999 hasta abril de 2000 para supervisar el cumplimiento de los acuerdos de paz y cooperar en la reinstalación de refugiados. También colaboraron en crear un ambiente de seguridad que permitió que se desarrollasen sin incidencias las segundas elecciones locales.[112]
- Bosnia-Herzegovina. Organización Operativa Española XIV (SPAGT XIV). Una sección del «RIMZ Castilla n.º 16» mandada por el teniente Antonio Jiménez participó en el proceso de verificación del cumplimiento de los Acuerdos de Dayton desde julio hasta diciembre de 2000 en Bosnia-Herzegovina, apoyó el reasentamiento de los refugiados, el acondicionamiento de escuelas y ambulatorios y tomó parte en el desminado del terreno.[113]
- Bosnia-Herzegovina. Organización Operativa Española XVI (SPAGT XVI). El «RIMZ Castilla n.º 16» fue designado desde mayo a diciembre de 2001 como «Unidad Principal» para formar la «Organización Operativa Española SPAGT XVI». Aportó un batallón con el nombre de «Batallón Badajoz» con 245 participantes de un total de 769 que componían la operación. Continuó vigilando el cumplimiento de los Acuerdos de Dayton, acondicionó talleres y colegios, los servicios sanitarios atendieron a más de 1200 personas y se entregaron más de mil metros cúbicos de agua potable. Sus zonas de operación fueron las ciudades de Trebinje y Mostar.[114]
- Kosovo. Agrupación Táctica Española X (KSPAGT X). La mayoría de los componentes de esta agrupación pertenecían a la «BRIMZ Extremadura XI». La misión duró desde septiembre de 2003 hasta abril de 2004 con el coronel del «RIMZ Castilla n.º 16» Martín Aragonés al mando y desarrollaron misiones de mantenimiento del proceso de paz iniciado en Kosovo junto con la «Fuerza Internacional de Seguridad para Kosovo» (KFOR). La agrupación tuvo su base en la ciudad de Doboj Istok.[115]
- Irak. Brigada Multinacional hispano-polaca Plus Ultra II. Esta brigada se formó tomando como base a la «BRIMZ Extremadura XI» y estuvo en misión desde diciembre de 2003 hasta abril de 2004 y el coronel Asarta, jefe del «RIMZ Castilla n.º 16» fue el 2.º jefe de la brigada. El «RIMZ Castilla n.º 16» estuvo encuadrado en unidades de «Plana Mayor y Logística» y aportó también una compañía de fusiles.[116]
- Indonesia. Operación Respuesta Solidaria. El soldado del RIMZ Castilla n.º 16 Miguel Carroza Gallardo participó como sanitario voluntario desde enero hasta marzo de 2005 en la Operación Respuesta Solidaria, trasladándose en el buque Galicia —que zarpó de Alicante— a la población de Banda Aceh, que fue la más afectada por el maremoto del 26 de diciembre de 2004.[117]
- Kosovo. Agrupación Táctica Española XV (KSPAGT XV). Desde enero hasta julio de 2006 el «RIMZ Castilla n.º 16» fue designado una vez más como «Unidad Base» bajo el mando de su coronel Nicolás de Bari Millán Cruz para la formación de una Agrupación con el nombre de KSPAGT XV. El regimiento participó con más de 300 componentes de la unidad entre cuadros de mando y tropa.[118]
- Líbano. Operación Libre Hidalgo IV. El regimiento tomó parte desde noviembre de 2007 hasta marzo de 2008, junto al Regimiento de Caballería Ligero Acorazado «Numancia n.º 9», en la Operación Brigada Libre Hidalgo IV, cuya misión era la de hacer cumplir las resoluciones del Consejo de Seguridad de la Organización de las Naciones Unidas para aquella zona. Su asentamiento era la base española «Miguel de Cervantes», próxima a la ciudad de Maryayún.[119]
- Líbano. Operación Libre Hidalgo X. El «RIMZ Castilla n.º 16» formó parte de la «Brigada Multinacional Este» con personal de otros países como India, Indonesia y Nepal para desarrollar la Operación Libre Hidalgo X desde diciembre de 2009 hasta abril de 2010 con varios oficiales, suboficiales y tropa para participar en «Órganos de Mando, Dirección y Logísticos». La operación de mantener la paz en una zona de la frontera entre Líbano e Israel y el cuartel general estaba situado en la ciudad de Naqoura, al sur del Líbano.[120]
- Líbano. Operación Libre Hidalgo XV. Por tercera vez estuvieron en este mismo país desde septiembre de 2011 y durante cinco meses, en la «Brigada Multinacional» con el nombre de Operación Libre Hidalgo XV para ejercer las mismas funciones que en 2009 y 2010 de protección de la frontera entre Líbano e Israel al sur de aquel país, en las proximidades de la desembocadura del Río Litani. Al igual que en la anterior operación, también había efectivos militares de otros países como Indonesia, Malasia, India, Nepal, Serbia y El Salvador.[121]
- Líbano. Operación Libre Hidalgo XX. A partir del 12 de noviembre de 2013 se produjo el relevo entre los contingentes de la Operación Libre Hidalgo XIX y la Operación Libre Hidalgo XX, y será la Brigada de Infantería Mecanizada (BRIMZ) Extremadura XI la que continuará hasta mayo de 2014 con los cometidos que las fuerzas de la Naciones Unidas le han asignado mediante la «Resolución 1701». En este contingente de fuerzas se encuentran dieciséis hombres y mujeres del «RIMZ Castilla n. 16», cuya labor se desarrollará en funciones de «Mando y Apoyo Logístico».[122] El 19 de marzo de 2014 murió en acto de servicio en el Hospital Hammoud de Sidón (Líbano), donde permanecía ingresado desde el 12 de marzo, el soldado Carlos Martínez Gutiérrez perteneciente a la Brigada de Infantería Mecanizada Extremadura XI.[123]

## Jefes del regimiento
Los jefes del regimiento, desde que este pasó a ser «unidad mecanizada», en 1966, han sido los siguientes:
| 1966-Fidel Cátedra Román                | 1970- Gervasio Martín Cotano | 1972- Juan Camacho Collazo   | 1976- Leandro Blanco González     | 1980- José Cruz Requejo                 | 1981- Carlos Torres Espiga            | 1984- Hermenegildo García Briones |
| 1985- Celestino Sanz Hurtado de Mendoza | 1987- Tomás Quecedo González | 1989- José Gallego del Pueyo | 1991- Oliverio Celemín Peña       | 1993- Francisco M. García Almenta Dobón | 1995- Juan José Antolín Heriz         | 1997- José Manuel Mollá Ayuso     |
| 1999- Alfonso Guillén Regodón           | 2001- Luis Martín Aragonés   | 2003- Alberto Asarta Cuevas  | 2005- Nicolás de Bari Millán Cruz | 2007- Santiago Cubas Roig               | 2009- Jerónimo de Gregorio y Monmeneu | 2011- Pedro José Cabanach Villa   |
| 2013- José Rivas Moriana                |                              |                              |                                   |                                         |                                       |                                   |

## Himno del regimiento
El himno del regimiento fue compuesto en 1924 por el músico mayor Bonifacio Gil García (1898-1964). La partitura original se conserva en el museo del Regimiento de Infantería Mecanizada Castilla n.º 16 en Bótoa (Badajoz). Bonifacio Gil empezó su vida militar de tambor en el «Regimiento La Lealtad» en Burgos, pasó al «Regimiento Zamora» en Ferrol como músico de primera, sacó las oposiciones a Director de Bandas Militares con el número uno y llegó a alcanzar el grado de «Comandante Director de Música». Estuvo destinado en el regimiento desde 1924 hasta 1947. En esa época se dedicó a recopilar el folclore extremeño y la Diputación de Badajoz editó su obra titulada Cancionero popular de Extremadura en dos volúmenes. También fue director del Conservatorio de Música de Badajoz. La letra la compuso el capitán José Castillo. Dicho himno es el siguiente:
| Soldado soy del Castilla del 16 Regimiento he de mostrarme contento y de sentir alegría           | Feliz la de ser Soldado en Patria de libertades libertades conquistadas con la sangra derramada al calor de un ¡Viva España! | Atacar, atacar atacar con valor saber vencer o morir                  |
| Por honor y por hombría el Soldado Español ha de conservar su historia más que su vida, su gloria | El lema que es nuestro honor ser siempre fiel yo prometo gritando con energía saber vencer o morir CASTILLA fue siempre así  | Letra del Capitán José Castillo Música del Músico mayor Bonifacio Gil |

## Cambio de nombre del regimiento
Por orden del Boletín Oficial del Ministerio de Defensa del 2 de julio de 2015, el Regimiento de Infantería Mecanizada Castilla n.º 16 perdió la primera parte de este y pasó a llamarse Regimiento Acorazado Castilla n.º 16 pero conservando el nombre de «Castilla» que tenía desde su fundación en 1793, formando parte de la Brigada Extremadura XI como venía perteneciendo hasta ese momento.